# Uklonskovita
La uklonskovita és un mineral de la classe dels sulfats. Rep el seu nom del mineralogista Alexandr Sergeievich Uklonskii (1888-), qui va estudiar els dipòsits de minerals de l'Àsia central.

## Característiques
La uklonskovita és un sulfat de fórmula química NaMg(SO₄)F·2H₂O, prèviament considerada NaMg(SO₄)(OH)·2H₂O, amb OH en lloc de F. L'estructura d'una mostra italiana va donar la fórmula NaMg(SO₄)F·2H₂O. Actualment no és clar si existeixen els termes extrems amb OH i F, o si l'anàlisi química del material de tipus rus era incorrecta. Cristal·litza en el sistema monoclínic. Es troba en forma de cristalls prismàtics aplanats, allargats al llarg de [010], de fins a 2 mm, en forma de flocs i agulles. Pot tractar-se d'un producte d'alteració supergènica de la kononovita.
Segons la classificació de Nickel-Strunz, la uklonskovita pertany a «07.DF - Sulfats (selenats, etc.) amb anions addicionals, amb H₂O, amb cations de mida mitjana i grans» juntament amb els següents minerals: caïnita, natrocalcita, metasideronatrita, sideronatrita, despujolsita, fleischerita, schaurteïta, mallestigita, slavikita, metavoltina, lannonita, vlodavetsita, peretaïta, gordaïta, clairita, arzrunita, elyita, yecoraïta, riomarinaïta, dukeïta i xocolatlita.

## Formació i jaciments
És un mineral de molt rara ocurrència, que es troba en cavitats en argiles per sobre de l'estrat de sal, com en el cas de la seva localitat tipus. També es troba en guixos, com a sulfat derivat de sulfurs oxidants. Sol trobar-se associada a altres minerals com: glauberita, polihalita, jurbanita, rostita, tamarugita, ferrinatrita o sideronatrita. Va ser descoberta l'any 1964 al dipòsit de sal de Kushkanatau, al baix Amudarià, Karakalpakistan (Uzbekistan).